# منطقة دوراي
دوراي رمزها «DE» (بالإنجليزية: Deoria)‏ ، هو تقسيم إداري لدولة الهند تتبع ولاية أتر برديش (بالإنجليزية: Uttar  Pradesh)‏ ، مركزها هو مدينة دوراي (بالإنجليزية: Deoria)‏ عدد سكانها حسب تعداد سنة 2001 هو 2,730,376 ، مساحتها 2,535 كم² وكثافة السكان 1,077 لكل كم² .